# Зубаиров, Абдулла-Амин Фахреевич
Зубаиров, Абдулла-Амин Фахреевич (18 марта 1891 — 23 мая 1963, Уфа, СССР) — актёр Башкирского государственного театра драмы. Народный артист Башкирской АССР (1935), Народный артист РСФСР (1949).

## Биография
Зубаиров Абдулла-Амин Фахреевич родился 18 марта 1891 года в деревне Ишлы Стерлитамакского уезда Уфимской губернии, ныне Аургазинского района Башкортостана.
Учился в уфимском медресе «Гусмания», «Галия».
Под псевдонимом Амин Узеньский играл в любительских спектаклях.
Как профессиональный актёр выступал в татарских театральных коллективах Сайяр (1911—1913) и «Нур» (1914). В Гражданскую войну руководил любительскими театральными кружками в армейских частях и клубах Уфы.
С 1922 года работал в Башкирском государственном театре драмы.
В фильме «Салават Юлаев» режиссёра Я. А. Протазанова создал образ Айтугана.

## Роли
Ходжа Насретдин (произведения Н.Исанбета, Г.Гумера, Эльтона), Хайруша («Башмачки» Х.Ибрагимова), Шмага («Без вины виноватые» А. Н. Островского), Щукаря («Поднятая целина» М.Шолохова), Дож («Отелло» У.Шекспира), Патриарх («Борис Годунов» А. С. Пушкина), Пастор («Разбойники» Ф.Шиллера), в пьесах Бадри («Галиябану» М.Файзи), Гимади («Черноликие» М.Гафури), Кормый («Карлугас»), Сураман («Салават Юлаев», Б.Бикбая)

## Награды и звания
- Орден Ленина (22.03.1949)
- Два ордена Трудового Красного Знамени (1944, 1955)
- Народный артист РСФСР (1949)
- Заслуженный артист РСФСР (1944)
- Народный артист Башкирской АССР (1935)